# Tut.By
Tut.by是一个白俄罗斯的独立新闻媒体，同时提供新闻、媒体和互联网服务项目，是白俄罗斯最受欢迎的5个俄语网站之一。前总部设在白俄罗斯首都明斯克。2019年，62.58%的白俄罗斯互联网用户经常浏览该网站，每月访问量约为2亿。因在2020－2021年白俄罗斯示威中起到关键作用，因而被白俄羅斯當局镇压，主网站现已失效，附属的YouTube频道仍在运营中。